# 富爾德桑登冰磧
71°48′S 9°37′E / 71.800°S 9.617°E
富爾德桑登冰磧（德語：Furdesanden），是南極洲的冰磧，位於毛德皇后地的阿斯特里德公主海岸，處於奧爾萬山脈的康拉德山脈西部，長31公里，由德國探險隊發現和拍攝照片，現時由南極條約體系管理。